# BioLib
BioLib је међународна онлајн енциклопедија биљака, гљива и животиња. Непрофитни је пројекат настао с циљем прикупљања биолошких информација и представљања истих јавности, како професионалцима тако и само љубитељима природе. BioLib жели направити списак свих животиња, биљака и гљива Чешке, што је око 70—90 хиљада врста. Систем такође садржи галерију слика повезаних са подацима у бази врста, базе података биолошких услова, списак литературе о природи, друге листе, језички речник врста, чланке и др.
Пројекат BioLib омогућава било коме ко жели да помогне у уносу у ову базу података. Након регистрације корисник може слати слике, линкове, писати, додавати уносе у биолошки речник или стварати текстове о врстама. Унесени подаци се ревидирају пре додавања у саму базу података. Сврха пројекта BioLib је да створи систем који ће помоћи људима да пронађу што више информација на тему за коју су заинтересовани, не само у облику података који се налазе у бази него и спискова линкова и литературе на поједину тему.
Децембра 2016. имао је око 1,2 милиона евидентираних таксона, 883 хиљаде врста, 300 хиљада слика и више од 5 хиљада уноса у речник.